# Hot Leg
Hot Leg fue una banda de rock británica liderada por Justin Hawkins, cantante de la agrupación The Darkness. La banda consistía en Hawkins, Pete Rinaldi (de Anchorhead), Samuel SJ Stokes (de The Thieves) y Darby Todd (de Protect the Beat). Su álbum debut, Red Light Fever fue grabado en Londres a mediados del 2008 y publicado el 9 de febrero de 2009 por Barbecue Rock Records.

## Discografía

### Álbumes
| Año  | Álbum                                   | UK Albums Chart |
| ---- | --------------------------------------- | --------------- |
| 2009 | Red Light Fever - Barbecue Rock Records | 81              |

### Sencillos
| Lanzamiento | Canción          | Álbum           | UK Singles Chart |
| ----------- | ---------------- | --------------- | ---------------- |
| 2008        | "Trojan Guitar"  | Red Light Fever | -                |
| 2008        | "I've Met Jesus" | Red Light Fever | 135              |
| 2009        | "Cocktails"      | Red Light Fever | -                |